# Richard Oesterheld
Richard Oesterheld (* 11. April 1880 in Bornhagen; † nach 1945) war ein deutscher Reichsgerichtsrat.

## Leben
Der Sohn eines evangelischen Rittergutsbesitzers bestand beide Staatsprüfungen (1903, 1907) mit „ausreichend“. 1907 wurde er Gerichtsassessor und 1912 Landrichter in Ratibor. Am Ersten Weltkrieg nahm er zuletzt als Leutnant der Reserve teil. 1920 ernannte man ihn zum Landgerichtsrat. Oberlandesgerichtsrat wurde er im Mai 1925 am Oberlandesgericht Hamm und im Dezember 1925 in Celle unter Weiterverwendung als Hilfsrichter in Ratibor. Von 1926 bis 1928 war er Mitglied der DVP. Er war Hilfsrichter beim Reichsgericht seit 1931 und ab dem 1. September 1932 Reichsgerichtsrat. 
Seit April 1934 war er Förderndes Mitglied der SS. Am 16. Juli 1937 beantragte Oesterheld die Aufnahme in die NSDAP und wurde rückwirkend zum 1. Mai desselben Jahres aufgenommen (Mitgliedsnummer 5.343.821), seit November 1937 war er Blockleiter. Er war im VII. Zivilsenat und III. Strafsenat und 1945 im VI. Zivilsenat tätig.

## Ehrungen
- Eisernes Kreuz II. Klasse im Ersten Weltkrieg
- 20. April 1938 Silbernes Treuedienst-Ehrenzeichen
- 6. Juli 1939 Goldenes Treuedienst-Ehrenzeichen